# Phora
Phora, pseudonimo di Marco Anthony Archer (Anaheim, 11 ottobre 1994), è un rapper statunitense.

## Biografia
Yours Truly Forever, primo album in studio (2017), ha fatto l'ingresso al 44º posto della Billboard 200. Il disco seguente, Love Is Hell, si è fermato in 87ª posizione. Ha ottenuto un terzo ingresso in classifica con With Love II (2020).

## Discografia

### Album in studio
- 2017 – Yours Truly Forever
- 2018 – Love Is Hell
- 2019 – Bury Me with Dead Roses
- 2020 – With Love II
- 2021 – Heartbreak Hotel
- 2022 – The Butterfly Effect
- 2023 – Lucky Me
- 2024 – Heartbreak Hotel 2

### EP
- 2022 – For Those Who Feel Nothing EP

### Mixtape
- 2015 – Angels with Broken Wings
- 2016 – With Love

### Singoli
- 2012 – If I Gave You My Heart
- 2012 – F**k You (feat. Eskupe)
- 2013 – The Old Days
- 2013 – No Other Way
- 2013 – Donuts
- 2013 – As Time Goes By
- 2014 – Catharsis
- 2014 – Reflections
- 2014 – Night Owls
- 2014 – Girl
- 2015 – Before It's Over Pt. 2
- 2015 – Deeper than Blood
- 2015 – What If
- 2016 – Open Letter
- 2016 – I Think I Love You
- 2016 – Sinner
- 2016 – Like Me
- 2016 – Weaknesses
- 2016 – Palm Trees
- 2016 – 2 Faces
- 2016 – Move Too Fast
- 2016 – The Cold
- 2017 – Slow Down
- 2017 – Faithful
- 2017 – Snakes
- 2018 – Boss Up
- 2018 – Holding On
- 2018 – Come Thru
- 2019 – I Still Love You
- 2019 – Don't Change
- 2019 – Find a Way
- 2019 – Set You Free
- 2020 – When Hell Falls Down (con Lil Coffin)
- 2020 – No Love Freestyle
- 2020 – Fake Smiles 2
- 2020 – Promises
- 2020 – Destiny's Song
- 2020 – Stars in the Sky (feat. Jhené Aiko)
- 2020 – Cupid's Curse (feat. Kehlani)
- 2020 – Traumatized (feat. Toosii)
- 2021 – Loaded Gun
- 2021 – Numb Pt. 2
- 2021 – Summer Luv
- 2021 – Love Letters (feat. Skye)
- 2021 – Romeo's Cure
- 2022 – Fake Smiles 3
- 2022 – Habitual Pain (feat. Garren)
- 2022 – Dangerous
- 2022 – Find Hope
- 2022 – Late at Night
- 2023 – Growing Pains
- 2023 – Dreamworld
- 2023 – Picture Perfect
- 2023 – Find My Way
- 2024 – Sora
- 2024 – By My Side
- 2024 – It's Different Now (con Futuristic)
- 2024 – Heavenly
- 2024 – I Love You Forever (feat. Cold Illumination)
- 2024 – Fall in Love with Her Tonight
- 2024 – Heartbreak Summer